# OGS Explora
La OGS Explora è una nave oceanografica di proprietà dell'Istituto nazionale di oceanografia e di geofisica sperimentale dal 1988 al 2021, utilizzata per il supporto logistico alle esplorazioni antartiche italiane.

## Storia
Dal 1988 al 2021 la nave è stata di proprietà dell'OGS, sotto il quale ha effettuato 11 campagne di ricerca antartiche e 4 artiche. Oltre alle campagne di ricerca, l'Explora è utilizzata anche nei servizi per l'industria, in particolare nelle indagini dei siti per la posa di infrastrutture offshore.
Dal 2008 la nave fa parte della flotta EUROFLEETS, un'alleanza europea di enti di ricerca nata per facilitare l'uso e il coordinamento delle infrastrutture marine e favorire le ricerche sul mare. Nel 2013 è stata inclusa anche nel database europeo MERIL (Mapping of the European Reseearch Infrastructure Landscape), che raggruppa le infrastrutture di ricerca europee aperte alla comunità scientifica internazionale.
Dopo la campagna all'isola Reunion del 2020, la nave è stata fermata a Durban, Sud Africa.
Là ha cambiato nome, armatore e porto di registrazione.
Ora si chiama nuovamente "Explora", come pre 1989, Porto di registrazione: Genova, il proprietario è la MC International SrL di Genova, Piazza Fontane Marose 6/6.